# Сарыг-оол, Степан Агбанович
 Степан Агбанович Сарыг-оол (17 ноября 1908 — 27 мая 1983) — поэт, прозаик, переводчик, народный писатель Тувинской АССР, заслуженный деятель литературы и искусства Тувинской АССР, основоположник и классик тувинской литературы.

## Биография
Родился 17 ноября 1908 года в местечке Кадыгбай Танну-Тувы. Окончил курсы партийных работников в Кызыле (1930), Коммунистический университет трудящихся Востока в Москве (1934), Высшие литературные курсы при Литературном институте имени М.Горького (1957). Работал редактором газеты «Аревэ шыны», председателем ЦК профессионального Союза Тувинской Народной Республики, директором театра-студии (1940—1942), литературным консультантом Союза писателей ТНР (1942—1944), научным сотрудником в Тувинском научно-исследовательском институте языка, литературы и истории (1945—1953), редактором в Тувинском книжном издательстве (1953—1955), ответственным редактором альманаха «Улуг-Хем».

## Творчество
Первое стихотворение, которое стало народной песней «Эрге-шолээ бисте турда» (Свобода и воля у нас) было напечатано в 1934 г. В его книгах постоянно ощущается энергия пытливой философско-поэтической мысли, раздумья над судьбами человечества. Повесть «Белек» (Подарок) — первое крупное произведение в тувинской литературе, с него началось развитие жанра повести. Сарыг-оолом написан киносценарий первого тувинского художественного фильма «Люди голубых рек» (в соавторстве с О. Саган-оолом). По мотивам его поэмы написана первая тувинская опера «Чечен и Белекмаа» (музыка Р.Кенденбиля). Художественная речь писателя связана с фольклорной традицией. На тувинский переводил стихи и поэмы А.Пушкина, М. Лермонтова, А.Некрасова, Т. Шевченко, В. Маяковского, М. Исаковского, С. Щипачева, отдельные произведения Д.Лондона, В. Гюго, А.Чехова, М.Горького, Е.Кошевой, В.Катаева. Произведения С.Сарыг-оола переведены на многие языки мира. Он — автор учебных пособий по родной литературе для 4-5 классов общеобразовательных школ Тувы. Он удостоен высокой чести быть включённым в число лиц, названных в книге «Заслуженные люди Тувы XX века». В начале 1990-х гг. была учреждена литературная премия имени С.Сарыг-оола. С.Сарыг-оол неоднократно избирался на высокие почётные должности : член Малого Хурала ТНР (1938—1941), кандидат в член ЦК ТНРП (1936—1938), Председатель ЦК Профсоюзов ТНР (1937—1939), член ЦК ревмосола (1942—1983), член Правления Союза писателей Тувы, член Ревизионной Комиссии (1961—1966), депутат Верховного Совета Тувинской АССР (1967—1975), член Президиума Верховного Совета Тувинской АССР (1969—1971), член Правления Союза писателей СССР (1971—1976). Член Союза писателей Тувы с 1942 г, а с 1945 г — член Союза писателей СССР. Умер 27 мая 1983 году.

## Награды и звания
- Орден «Знак Почёта» (1944)
- Орден Трудового Красного Знамени (1968)
- орден Дружбы народов (1978)
- медаль «За доблестный труд в Великой Отечественной войне 1941—1945 гг.»
- Народный писатель Тувинской АССР (1974)
- Заслуженный деятель литературы и искусства Тувинской АССР (1963)

## Основные публикации
- «Саны-Моге» поэма
- «Советская Тува» стихи, рассказы
- «Богатая моя страна» стихи, поэмы
- Пришла зима стихи
- «Огни коммунизма» стихи
- «Улуг-Хем мой» стихи
- «Саянские зори» стихи
- «Повесть о светлом мальчике»
- «Наши домашние животные» стихи для детей